# Стефан Томашевич Котроманич
Стефан Томашевич Котроманич (на босненски: Stjepan Tomašević) е последният крал на Босна между 1461 и 1463 г. преди падането ѝ под османска власт. Също деспот на Сърбия от 21 март до 20 юни 1459 г. до завладяването на Смедерево от османците. Той е син на Стефан Томаш от първия му брак с Вояша, който баща му разтрогнал с разрешение на папата след като приел католицизма.
След внезапната смърт на Лазар Бранкович през януари 1458 г. в Сърбия започва смут. Протурски настроеният войвода Михайло Анджелович се опитва да завземе властта, но е заловен от възмутените жители на Смедерево и хвърлен в затвора. За деспот бива провъзгласен слепият Стефан, син на Джурадж Бранкович, но той се явява само временна фигура на трона. По инициатива на унгарците и босненците в Сърбия е повикан Стефан Томашевич, син на босненския крал Стефан Томаш от първата му жена Вояча. На 21 март 1459 г. той се жени за дъщерята на Лазар Бранкович Елена, която след сватбата променя името си на по-типичното за католиците Мария, и сяда на сръбския трон.
Владенията на Стефан се ограничават до околностите на Смедерево и земите долно от Сава, които могат да се контролират от Белград. Ала Мехмед II Завоевателя не е склонен да търпи дори тези остатъци от някога могъщото кралство. През май-юни 1459 г. той обсажда Смедерево. Стефан Томашевич за известно време се съпротивлява, но в края на краищата предава града при условие, че му разрешат да го напусне безпрепятствено. Сърбия е напълно покорена от турците.
Стефан се връща в Босна, където през 1461 г. заема престола след смъртта на баща му. Той веднага се обръща към Папството за помощ срещу неминуемото турско нашествие и през ноември пристига легат на папа Пий II, който донася със себе си кралска корона. Това е прието с неудоволствие от унгарския крал Матяш Корвин, но в 1462 г.при посредничеството на Папата е постигнато споразумение: Стефан полага васална клетва към Матияш и се задължава да го поддържа срещу свещения римски император Фридрих III.
Поради надвисналата османска заплаха Томашевич търси помощ от Рим и Венеция, отказвайки да плаща данък на султана. В отговор на това султан Мехмед II нахлува с войската си в Босна през 1463 г.  и след като Стефан Томашевич не получава очакваната помощ от страна на Рим и Венеция и не съумява да се противопостави на завоевателя, се принудил да избяга в граничния босненски град Ключ, където бил пленен заедно с чичо си Радивой Остоич. Османците го отвели при Мехмед II в околностите на град Яйце, където по заповед на султана бил обезглавен.
Неговата съпруга успяла да се спаси(както и мащехата му Катарина Косача - втората съпруга на Стефан Томаш), а малолетните му брат и сестра от втория брак на баща му, Катарина Томашевич и Сигизмунд Томашевич били пленени от османците и впоследствие приели исляма.
През 1888 г. хърватският археолог Чиро Трухелка разкопава кости в селище, близко до Яйце, известно като Кралев Гроб (което означава Гробницата на краля) и намира скелета на обезглавен възрастен мъж. Главата е поставена на гърдите, с две монети в устата. Въпреки че в никакъв случай не е сигурно, се предполага, че скелетът е на Стефан Томашевич. Тленните останки са положени в стъклен ковчег във Францисканския манастир в Яйце.